# Миронівка (Мелітопольський район)
Миро́нівка — село в Україні, в Олександрівській сільській громаді Мелітопольського району Запорізької області. Населення становить 366 осіб. До 2020 року орган місцевого самоврядування — Степанівська Перша сільська рада.

## Географія
Село Миронівка розташоване за 189 км від обласного центру та 58 км від районного центру, на березі Азовського моря. Сусідні села: Степанівка Перша  та Святотроїцьке (за 4,5 км).

## Історія
Село засноване 1862 року. 
7 (20) листопада 1917 року, відповідно до Третього Універсалу Української Центральної Ради, увійшло до складу Української Народної Республіки.
З 1935 року село перебувало в складі Приазовського району.
12 червня 2020 року, відповідно до розпорядження Кабінету Міністрів України № 713-р «Про визначення адміністративних центрів та затвердження територій територіальних громад Запорізької області», село увійшло в Олександрівську сільську громаду.
19 липня 2020 року, в результаті адміністративно-територіальної реформи та ліквідації Приазовського району, село увійшло до складу новоутвореного Мелітопольського району.